# Ваговина
Ваговина је насељено место у саставу града Чазме у Бјеловарско-билогорској жупанији, Република Хрватска.

## Историја
До територијалне реорганизације у Хрватској налазила се у саставу старе општине Чазма.

## Становништво
На попису становништва 2011. године, Ваговина је имала 381 становника.

## Попис1991.
На попису становништва 1991. године, насељено место Ваговина је имало 430 становника, следећег националног састава:
| Попис 1991.‍  | Попис 1991.‍  | Попис 1991.‍ | Попис 1991.‍ | Попис 1991.‍ |
| ------------ | ------------ | ----------- | ----------- | ----------- |
|              |              |             |             |             |
| Хрвати       | Хрвати       |             | 417         | 96,97%      |
| Срби         | Срби         |             | 3           | 0,69%       |
| Македонци    | Македонци    |             | 1           | 0,23%       |
| неопредељени | неопредељени |             | 9           | 2,09%       |
| укупно: 430  |              |             |             |             |